# Rappelz
A Rappelz egy dél-koreai, ingyenes, 3D-s, MMORPG játék.

## A játékról

### Kezdés
A játékban 3 faj közül lehet választani (Deva, Gaia, Asura). A kezdő kasztok, Guide (Deva), Rogue (Gaila), Steeper (Asura). A lények megölésével az ember experience pontot (exp-et) és jobpontot (jp-t) kap. Az exp-t %-ban mérik, ha az exp eléri a 100%-ot, akkor szint emelést (level up-ot) kap. A jp-t saját magunk oszthatjuk el joblevel up-ra vagy skillekre (képességekre). 
A karakterek először level 10-es és joblevel 10-es szinten tudnak jobot választani: Harcos, mágus, idéző.
Kezdő kasztok:
Deva (a szent faj)
- Holy Warrior (Harcos)
- Cleric (Mágus)
- Breeder (Idéző)

Gaia (a föld védelmezői)
- Fighter (Harcos)
- Kahuna (Mágus)
- Spell Singer (Idéző)

Asura (a sötétség szolgái)
- Strider (Harcos)
- Dark Magician (Mágus)
- Sorcerer (Idéző)

A harcosok fegyveres harcra specializálódtak, a mágusok varázslatokkal ölnek lényeket, míg az idézők más lényeket küldenek a csatába.
A fizetőeszköz a ruppee, ami a lények megölésével szerezhető.
A jobválasztás után el kell érni az 50-es szintet az újabb választáshoz, ekkor lesz a karakter 2nd jobos!

## Soundtrack
1. "Rappelz" – 2:52
  - The main music of the game
2. "Pioneer of the Distorted Land" – 2:08
  - Music played on Trainee island"
3. "An Epic of the Absolute Creature" – 2:08
  - Music played on the Horizon login screen (first)
  - Music is also used in gPotato's "Honor Vs Wildseven Trailer"
4. "Breeze of Old Forest" – 2:51
5. "Morning Breaks of Rondo" – 2:38
  - Music featured in the login screen of the beta.
6. "Crystal Mountain" – 2:31
  - Music played on the night Rondo login screen (second)
  - Music is also used in gPotato's "Rappelz's Official Trailer"
7. "Sleeping Ruin in the Bleak Land" – 3:01
  - Music played on the Laksy login screen (third)
8. "Mythical Desert" – 2:50
9. "Dusk Kahthan" – 2:44
  - Music played in the Asuran capital city of Asura Katan

## Külső hivatkozások (angol)
- Rappelz English Website
- Rappelz Original Soundtrack
- AlizarinHQ - Forum focused on data collection/interpretation. Still growing.
- The Rappelz Map - The map of the Rappelz world.
- Rappelz Help - Database of questions and answers for Rappelz players.